# Pallacanestro Varese 1969-1970
Nel Campionato 1969-70 la Pallacanestro Varese sponsorizzata Ignis ingaggia un nuovo allenatore. Al posto di Nico Messina siede il primo non italiano alla guida della squadra; lo jugoslavo Aza Nikolić. Dalla Fides Napoli rientra Paolo Vittori, Antonio Bulgheroni, futuro presidente negli anni novanta, rientra in squadra dopo quattro anni provenendo dalla seconda squadra di Milano, l'All'Onestà. Per gli scontri europei viene ingaggiato lo statunitense Rickard "Ricky" Jones.
Nel mese di aprile del 1970 la squadra conquista scudetto, Coppa dei Campioni, vinta nella finale di Sarajevo contro la detentrice CSKA Mosca, e Coppa Italia, battendo in finale la Simmenthal Milano.
I punti realizzati in campionato sono 1913, subiti 1593. Miglior realizzatore Manuel Raga con 421 punti.

## Rosa 1969/70
- Antonio Bulgheroni
- Ottorino Flaborea
- Claudio Malagoli
- Dino Meneghin
- Aldo Ossola
- Francesco Ovi
- Lino Paschini
- Manuel Raga
- Edoardo Rusconi
- Rich Jones
- Allenatore:
  -  Aza Nikolić

## Statistiche
| COMPETIZIONE        | GIOCATE | VINTE | PERSE | F    | S    | PIAZZAMENTO |  |
| CAMPIONATO          | 22      | 20    | 2     | 1913 | 1593 | VINCITRICE  |  |
| TORNEI E AMICHEVOLI | 26      | 21    | 5     | 2101 | 1855 | -           |  |
| COPPA ITALIA        | 6       | 5     | 1     | 484  | 394  | VINCITRICE  |  |
| COPPA EUROPA        | 11      | 10    | 1     | 949  | 767  | VINCITRICE  |  |

## Fonti
- "Pallacanestro Varese 50 anni con voi" di Augusto Ossola
- "La Pallacanestro Varese" di Renato Tadini